# Drapeau de la république socialiste soviétique d'Estonie

Le Drapeau de la RSS d'Estonie

Drapeau de la RSS d'Estonie de 1940 à 1953

Le drapeau de la RSS d'Estonie a été adopté par la RSS d'Estonie, le 6 février 1953.
De 1940 à 1953, le drapeau est rouge avec le marteau et la faucille d'or dans le coin supérieur gauche. Au-dessus de la faucille et du marteau d'or a été inscrit en caractères latins ENSV (Eesti Vabariik Nõukogude Sotsialistlik).